# Dendrobium elongaticolle
Dendrobium elongaticolle är en orkidéart som beskrevs av Rudolf Schlechter. Dendrobium elongaticolle ingår i släktet Dendrobium, och familjen orkidéer. Inga underarter finns listade i Catalogue of Life.